# 松坂局
松坂局（まつざかのつぼね、慶長3年（1598年） - 元禄元年（1688年））は、徳川綱重の乳母で、畠山義継の娘。名はおちょぼ（千代保）。乳母名は近江局。

## 生涯
はじめ、江戸幕府2代将軍徳川秀忠と正室江の長女・千姫が豊臣秀頼に嫁ぐ際に、小姓（当時、遊び相手や話し相手の役割）として千姫の乳母刑部卿局と共に大坂城に入る。大坂夏の陣における大坂落城の際、千姫や刑部卿局らと共に逃げる。その際、淀殿や秀頼の侍女らを伴っていた。
元和2年（1616年）に千姫が本多忠刻と結婚する前、千姫は満徳寺に入寺し、秀頼との縁を切った。その時、代理として松坂局が訪れ、身代わりに乳母の刑部卿局が俊澄と号して住職となった。その後は寛永3年（1626年）に千姫の嫁いだ本多忠刻、彼女の嫡子・幸千代、姑・熊姫が次々と亡くなった。そのため千姫は江戸へ帰らされる。松坂局や俊澄と号した刑部卿局もそれに伴う。
また、千姫の弟徳川家光の側室順性院が産んだ徳川綱重を乳母として養育する。松坂局の侍女、お保良の方（長昌院）は綱重の側室となり、6代将軍徳川家宣を生む。その後は千姫（天樹院）、長昌院、徳川綱重の死を見届け、91歳という高齢で亡くなった。